# 서정진 (1965년)
서정진(徐廷珍, 1965년 9월 1일 ~ )은 대한민국의 제6·7·8대 전라남도 순천시의원이다.

## 학력
- 서일대학교 산업시스템경영과 졸업

## 경력
- 비봉초등학교 운영위원장
- 상사초등학교 운영위원장
- 순천성신원 운영위원
- 경신련 집행위원
- 남순천라이온스클럽 재무
- 남순천라이온스클럽 감사
- 상사우체국장
- 별정우체국 중앙회 이사
- 2010.07 ~ 2014.06 제6대 전라남도 순천시의회 의원
- 2010.07 ~ 2012.07 제6대 전라남도 순천시의회 전반기 의회운영위원회 위원
- 2010.07 ~ 2012.07 제6대 전라남도 순천시의회 전반기 도시건설위원회 위원
- 2010.07 ~ 2012.07 제6대 전라남도 순천시의회 전반기 예산결산특별위원회 위원
- 2010.07 ~ 2010.07 제6대 전라남도 순천시의회 순천화상경마장개장저지대책을위한특별위원회 위원
- 2012.01 ~ 2012.02 제6대 전라남도 순천시의회 2013순천만국제정원박람회지원특별위원회 위원
- 2012.07 ~ 2014.06 제6대 전라남도 순천시의회 후반기 도시건설위원회 위원
- 2012.07 ~ 2012.07 제6대 전라남도 순천시의회 순천시관광상품개발특별위원회 위원
- 2012.12 ~ 2013.06 제6대 전라남도 순천시의회 신대배후단지조사특별위원회 위원
- 성남초등학교 운영위원
- 정원박람회 지원특별위원회 간사
- 민주평화통일자문회의 순천시협의회 자문위원
- 순천시 안전관리위원회 위원
- 순천시 소하천보존관리위원회 위원
- 순천시 경관위원회 위원
- 순천시 한옥위원회 위원
- 순천시 개인택시면허심사위원회 위원
- 교동약자이동편의 증진위원회 위원
- 식음시설운영자선정 예비평가위원회 위원
- 주암댐 자원사업협의회위원회 위원
- 순천시 금고선정위원회 위원
- 전국아파트연합회 순천지회 자문위원
- 순천동산여자중학교 운영위원장
- 별정우체국연금관리단 이사
- 2014.07 ~ 2018.06 제7대 전라남도 순천시의회 의원
- 2014.07 ~ 2016.07 제7대 전라남도 순천시의회 전반기 행정자치위원회 위원
- 2014.07 ~ 2016.07 제7대 전라남도 순천시의회 전반기 의회운영위원회 위원장
- 2014.07 ~ 2016.07 제7대 전라남도 순천시의회 전반기 문화경제위원회 위원장
- 2016.07 ~ 2018.06 제7대 전라남도 순천시의회 후반기 행정자치위원회 위원
- 2016.07 ~ 2018.06 제7대 전라남도 순천시의회 후반기 예산결산특별위원회 위원
- CJ헬로비젼아라방송시청자위원
- CJ헬로비젼아라방송시청자위원장
- 더불어민주당 중앙당 대의원
- 더불어민주당 전남도당 순천시 상무위원
- 더불어민주당 전남도당 부위원장
- 전남도당 윤리심판위원
- 자치의정발전특별위원회 위원장
- 더불어민주당 전남도당 국민주권선거대책위원회 동부권선거대책공동본부장
- 더불어민주당 전남도당 국민주권선거대책위원회 순천시 상임공동본부장
- 2018.07 ~ 2022.06 제8대 전라남도 순천시의회 의원
- 2018.07 ~ 2020.07 제8대 전라남도 순천시의회 전반기 의장
- 2020.07 ~ 2022.06 제8대 전라남도 순천시의회 후반기 행정자치위원회 위원

## 역대 선거 결과
|  | 12.97% |

|  | 29.60% |

|  | 38.85% |